# スレチコ・リシナツ
スレチコ・リシナツ（セルビア語: Срећко Лисинац、ラテン文字転写: Srećko Lisinac、1992年5月17日 - ）はセルビアの男子バレーボール選手。ポジションはミドルブロッカー。バレーボールセルビア男子代表。

## 来歴
クラブチーム
クラリェヴォ出身。2009年、リブニツァ・クラリェヴォへ入団しバレーボール選手としてのキャリアをスタートさせる。2012年、ポーランドリーグのAZSチェンストホヴァへ移籍した。2013/14シーズンはドイツブンデスリーガのベルリン・リサイクリング・バレーズでプレーし、リーグ優勝に貢献した。2014/15シーズンから4年間はポーランドリーグのPGEスクラ・ベウハトゥフで活躍した。2016/17シーズンのポーランドPlus Ligaとポーランドカップで準優勝した。2017/18シーズンはPlus Ligaとポーランドカップで優勝した。また、欧州チャンピオンズリーグではベストスパイカー賞を受賞した。2018/19シーズンからはイタリアセリエA1のトレンティーノ・バレーでプレーしている。2018/19シーズンのセリエAで3位、世界クラブ選手権では金メダルを獲得した。2020/21シーズンのセリエAで3位、欧州チャンピオンズリーグで準優勝した。2021/22シーズンはイタリアカップでベストミドルブロッカー賞を受賞した。
代表チーム
アンダーカテゴリーの代表として2010年の欧州ジュニア選手権で銅メダル、2011年のU-21世界選手権で銅メダルを獲得した。2012年にシニアのセルビア代表に初選出された。2013年の欧州選手権で銅メダルを獲得した。2014年より代表チームのレギュラーとして頭角を現すと、2015年のワールドリーグで銀メダルを獲得した。2016年にはワールドリーグで金メダルを獲得し、自身もベストミドルブロッカー賞を受賞した。2017年、欧州選手権で銅メダルを獲得し、ベストミドルブロッカー賞を受賞した。2018年、イタリアで開催された世界選手権では4位となった。2019年の欧州選手権では金メダルを獲得し、ベストミドルブロッカー賞を受賞した。2021年、ネーションズリーグでは6位となった。

## 球歴
- 世界選手権 - 2014年、2018年、2022年
- ワールドリーグ - 2012年、2013年、2014年、2015年、2016年
- ネーションズリーグ - 2018年、2019年、2021年、2022年
- 欧州選手権 - 2013年、2015年、2017年、2019年、2021年

## 受賞歴
- 2015年 ワールドリーグ ベストミドルブロッカー賞
- 2016年 2015/16欧州チャンピオンズリーグ　ベストスパイカー賞
- 2016年 ワールドリーグ ベストミドルブロッカー賞
- 2017年 欧州選手権 ベストミドルブロッカー賞
- 2018年 2017/18欧州チャンピオンズリーグ　ベストスパイカー賞
- 2019年 欧州選手権 ベストミドルブロッカー賞
- 2021年 2020/21欧州チャンピオンズリーグ　ベストブロッカー賞
- 2022年 2021/22イタリアセリエA1 ベストミドルブロッカー賞

## 所属クラブ
- リブニツァ・クラリェヴォ（2009-2012）
- AZSチェンストホヴァ（2012-2013）
- ベルリン・リサイクリング・バレーズ（2013-2014）
- PGEスクラ・ベウハトゥフ（2014-2018）
- トレンティーノ・バレー（2018-2023）
- プロジェクト・ワルシャワ（2023-）